# 摂大乗論
『摂大乗論』（しょうだいじょうろん、旧字体：攝大乘論、梵: Mahāyāna-saṃgraha, マハーヤーナ・サングラハ）は、北インドの大乗仏教の僧侶・無著が5世紀頃に執筆した唯識の論書。
無着までの大乗仏教の教義をまとめたもので、『大乗阿毘達磨経』・『解深密経』・『十地経』・『般若経』が引用されている。中国ではこれを論拠として「摂論宗」が誕生した。

## 構成
全部で11章からなる。
- 総標綱要分第一
- 所知依分第二
- 所知相分第三
- 入所知相分第四
- 彼入因果分第五
- 彼修差別分第六
- 増上戒学分第七
- 増上心学分第八
- 増上慧学分第九
- 果断分第十
- 彼果智分第十一

## 関連書